# مس‌آنه‌پادا
مِسانِپادا (به سومری: 𒈩𒀭𒉌𒅆𒊒𒁕 تلفظ: , mes-an-ne2-pad3-da)، مِش‌آنه‌پادا یا مِس‌آنه‌پادا (به معنی "جوان انتخاب شده توسط آن") اولین پادشاهی بود که در سلسله نخست اور (حدود قرن ۲۶ قبل از میلاد) از او در فهرست پادشاهان سومری یاد شده‌است. او به مدت ۸۰ سال حکومت کرد و لوگال کیتون را در اوروک سرنگون کرد: «سپس اونوگ (اوروک) شکست خورد و سلطنت به آوریم (اور) منتقل شد.» در یکی از مهرهای او که در گورستان سلطنتی اور یافت شده، او به عنوان پادشاه شهر باستانی کیش نیز معرفی شده‌است. 